# Dejan Kaloh
Dejan Kaloh, slovenski pravnik in politik, * 1. februar 1975, Maribor.

## Izobrazba
Kaloh je leta 2007 je diplomiral na Pravni fakulteti v Mariboru z nalogo Volitve in volilni sistem v Ruski federaciji in s tem pridobil naziv univerzitetnega diplomiranega pravnika. Znanstveni magisterij je opravil leta 2014 na Fakulteti za podiplomske državne in evropske študije v Kranju, z nalogo Primerjava zgodovinskih, političnih in pravnih vidikov funkcije šefa države v Republiki Sloveniji in Ruski federaciji.

## Politična kariera
Politično pot je začel v Slovenski nacionalni stranki (SNS), iz katere je izstopil ob nastanku stranke Lipa. Tedaj je postal vodja poslanske pisarne stranke Lipa, ki jo je vodil Sašo Peče. V obdobju druge vlade Janeza Janše je služboval na Ministrstvu za notranje zadeve RS, kjer je bil svetovalec v kabinetu ministra. Samostojno je vodil projekte z delovnega področja ministrstva. 
Leta 2015 se je zaposlil v Državnem zboru Republike Slovenije in opravljal delo strokovnega sodelavca v poslanski skupini SDS. Od februarja 2016 je nudil strokovno pomoč pri Preiskovalni komisiji Državnega zbora o ugotavljanju zlorab v slovenskem bančnem sistemu ter ugotavljanju vzrokov in odgovornosti za že drugo sanacijo bančnega sistema v samostojni Sloveniji.  Bil je predsednik mestnega odbora SDS Maribor.
3. junija 2018 je bil na državnozborskih volitvah 2018 na listi SDS izvoljen za poslanca Državnega zbora Republike Slovenije. S tem je ta stranka prvič dobila svojega poslanca tudi iz Maribora. Vnovič je bil izvoljen na volitvah 2022. V 9. sklicu Državnega zbora je bil podpredsednik Odbora za pravosodje, član Odbora za zdravstvo, član Odbora za kulturo, član Komisije za peticije in enake možnosti ter član dveh parlamentarnih preiskovalnih komisij.
Na lokalnih volitvah 2022 je neuspešno kandidiral za župana Občine Maribor. Neuspehu je sledila zamenjava na vrhu MO SDS Maribor, novi predsednik je postal Franc Kangler.
V začetku leta 2024 Dejan Kaloh poleg poslancev SDS Anžeta Logarja in Eve Irgl ni podpisal izjave o zavezanosti SDS do konca mandata, zaradi česar je stranka omenjene tri poslance presedla v zadnjo parlamentarno klop in jim odvzela funkcije v delovnih telesih. Svojo odločitev je pojasnil z besedami, da je »širokega duha in razmišlja s svojo glavo«. Nekaj dni za Logarjem (9. oktobra) in Irglovo (14. oktobra) je Dejan Kaloh 19. oktobra 2024 izstopil iz Slovenske demokratske stranke.

## Delo v medijih
Leta 2017 je na Nova24TV vodil politično oddajo Eksploziv. Kot publicist je napisal več knjig s politično vsebino (Od partije do Patrie, Milan Kučan: Ko boter spregovori o sebi, Od Nagodeta do Janše). Pisal je tudi za kolumne tednik Demokracija.

## Zasebno
Kaloh je velik ljubitelj športa, navdušen pohodnik ter redno trenira boks. Med drugim je v osmih dneh prehodil Slovenijo po njeni najdaljši, 400 kilometrov dolgi diagonali, od Hodoša do Sečovelj.. 
Z ženo Natalio, univerzitetno profesorico in dvojno doktorico znanosti, ima hči.